# Le Tourment de saint Antoine
Le Tourment de saint Antoine, œuvre peinte d'après la gravure La Tentation de saint Antoine de Martin Schongauer, est la plus ancienne peinture attribuée à Michel-Ange qui n'aurait eu que douze ou treize ans lors de sa réalisation.

## Histoire
L'œuvre décrit un sujet médiéval commun, rapporté par La Légende dorée de Jacques de Voragine et d'autres sources, qui est la tentation de saint Antoine dans le désert.
La peinture a d'abord été attribuée à l'atelier de Domenico Ghirlandaio, où Michel-Ange a étudié étant jeune. 
Elle est achetée deux millions de dollars par un marchand d'art américain en juillet 2008. En septembre de la même année, l'œuvre est apportée au Metropolitan Museum of Art de New York où elle est nettoyée et examinée de manière approfondie, et finalement attribuée à Michel-Ange, quoiqu'un doute subsiste. Elle est ensuite achetée par le musée d'art Kimbell de Fort Worth (Texas) et fait désormais partie de la collection permanente du musée. 

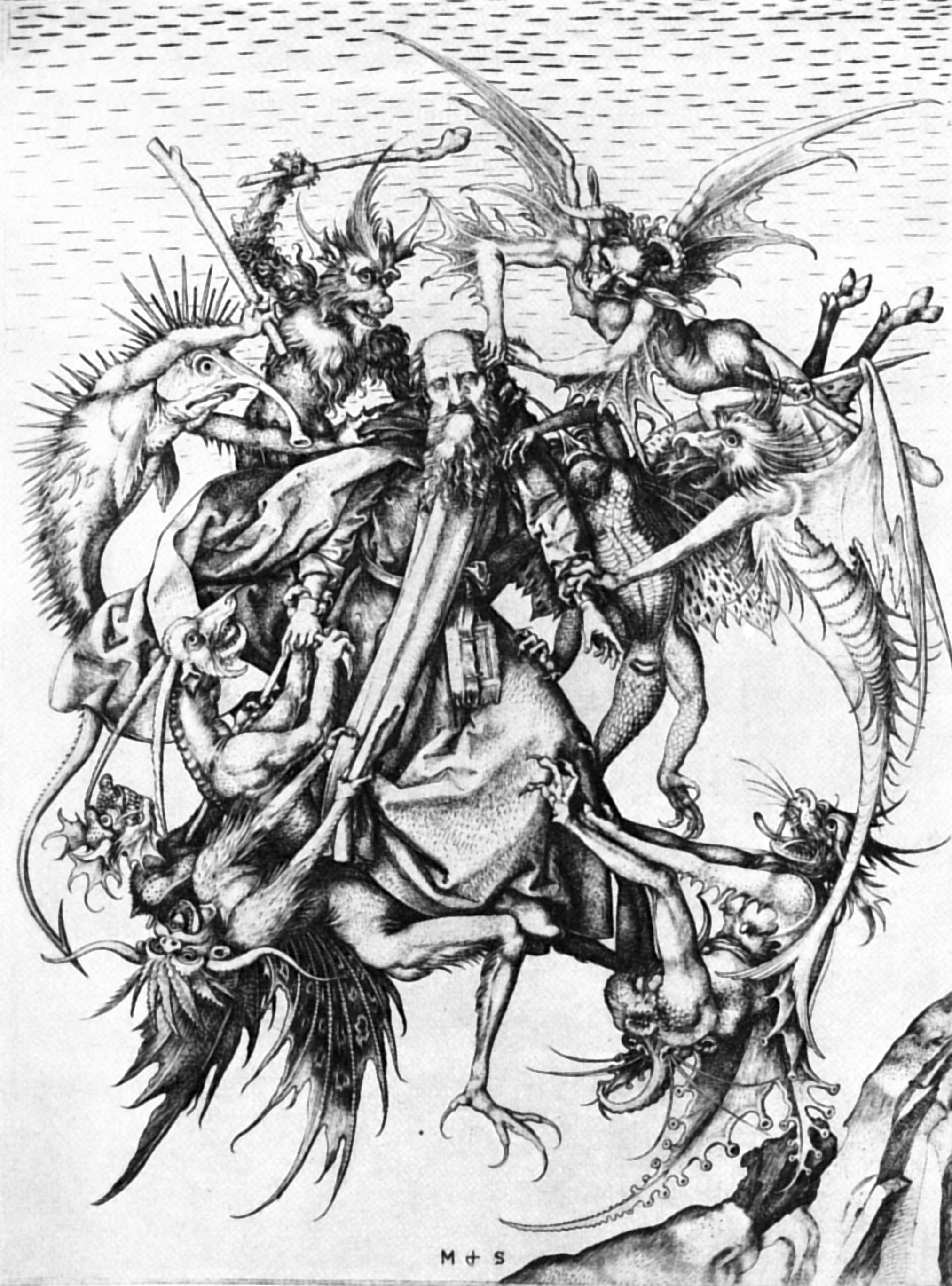
La Tentation de saint Antoine, Martin Schongauer.
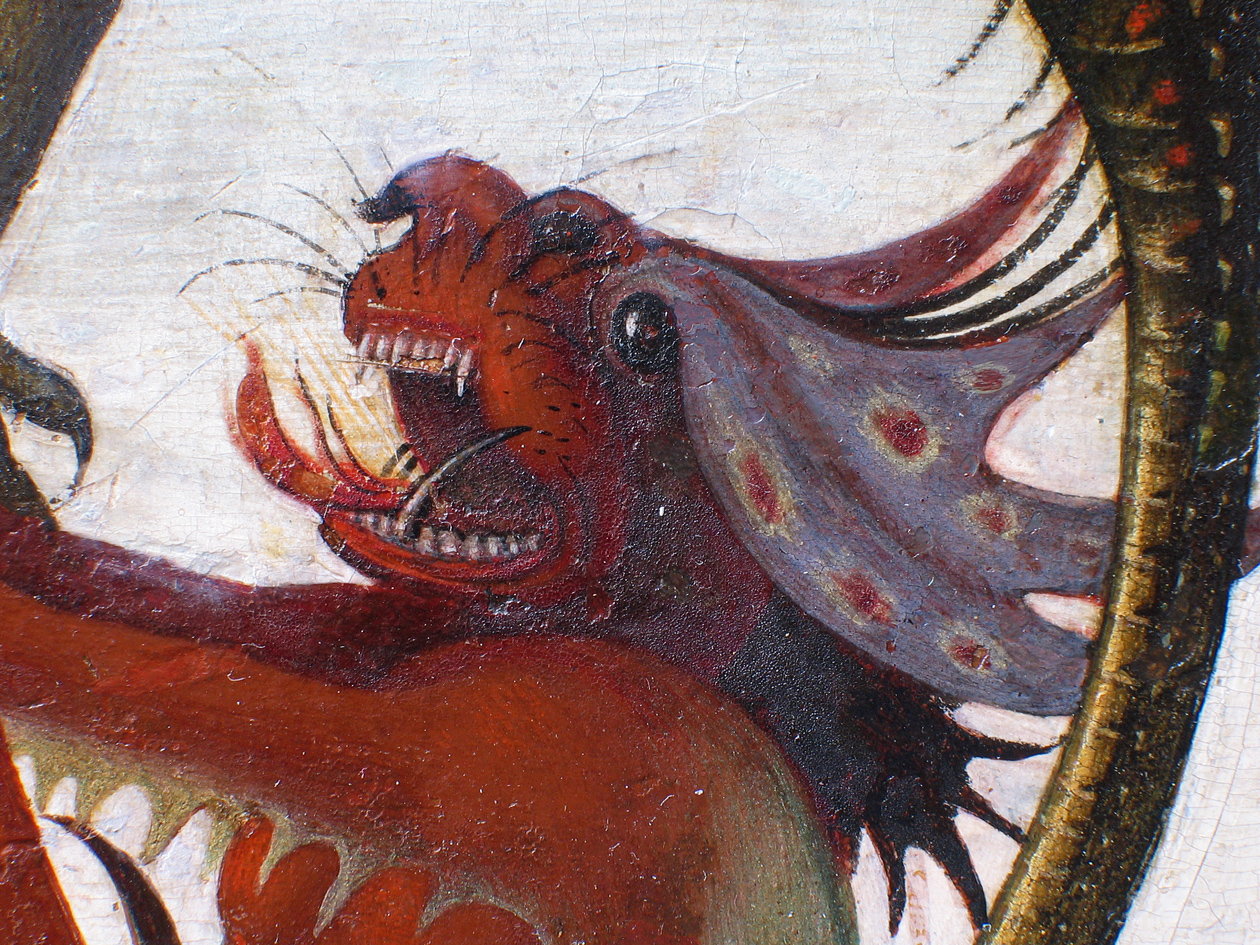
Détail du Tourment de saint Antoine, Michel-Ange.